# Solidarité scolaire de Baie-Mahault
 (juillet 2017).
Si vous disposez d'ouvrages ou d'articles de référence ou si vous connaissez des sites web de qualité traitant du thème abordé ici, merci de compléter l'article en donnant les références utiles à sa vérifiabilité et en les liant à la section « Notes et références ».
Maillots
La Solidarité scolaire de Baie-Mahault est un club de football basé dans la ville de Baie-Mahault en Guadeloupe.
Le club joue ses matchs à domicile au Stade Fiesque Duchesne, doté de 4 750 places.

## Histoire
Le club a été fondé en 1917. L'équipe évolue dans le stade municipal de Baie-Mahault, le stade Fiesque-Duchesne d'une capacité de 4 750 places assises.
Il a notamment formé l'international français de l'Atletico Madrid Thomas Lemar.

## Palmarès
- Championnat de Guadeloupe (6) :
  - 1988, 1990, 1991, 1992, 1993, 2022

- Coupe de Guadeloupe (5) :
  - 1963, 1973, 1986, 1992 et 1993

- Coupe de France (Zone Guadeloupe) (4) :
  - 1986, 1990, 1999 et 2021